# Wikstroemia floribunda
Wikstroemia floribunda är en tibastväxtart som beskrevs av Elmer Drew Merrill. Wikstroemia floribunda ingår i släktet Wikstroemia och familjen tibastväxter. Inga underarter finns listade i Catalogue of Life.